# 貝瑞塔Rx4 Storm半自動步槍
貝瑞塔Rx4 Storm（英語：Beretta Rx4 Storm）是一款由意大利槍械製造商貝瑞塔為個人防衛和執法機關使用而研製和生產的半自動步槍，可發射比賽等級的.223 Remington或5.56×45毫米北約口徑制式步枪子彈。

## 詳情
貝瑞塔Rx4 Storm是一枝使用了氣動式操作與轉拴式槍栓的半自動步槍，並且採用了原為伯奈利专利的「自動調節氣動式操作」（英語：Auto Regulating Gas Operated，簡稱：ARGO）系統。這枝步槍使用STANAG彈匣供彈，並可以選配固定式槍托或可調節式槍托。貝瑞塔Rx4 Storm與Px4 Storm半自動手槍、Cx4 Storm卡賓槍等都是“風暴”（英語：Storm）系列槍族的武器，但與上述槍械並沒有任何可以共用的操作系統或部件。這種武器只有在半自動模式下操作，並沒有選射功能或是其他Rx4卡賓槍全自動型版本的計劃，因為貝瑞塔方面已經研發了一款完全不同的新世代突击步枪，並且命名為貝瑞塔ARX-160。另一方面，貝瑞塔Rx4 Storm在當初的定位並非為此，因此貝瑞塔Rx4 Storm目前並不會給軍隊所使用，不過它的其中一款衍生型（12.5英寸槍管“戰術型”手槍握把和5段式伸縮槍托的版本）目前已經主要定位是用作“巡邏卡賓槍”，並且可以給警察組織和私人保安公司所採用。

## 生產廠商
貝瑞塔Rx4 Storm是貝瑞塔風暴系列當中第一枝.223 Remington口徑的卡賓槍。它事實上完全和純粹由伯奈利在乌尔比诺製造，並且在機匣上標明“貝瑞塔”。這是因為伯奈利自1983年以來就已經是伯萊塔控股的一部分，並且為貝瑞塔所持有。儘管如此，在意大利，Rx4 Storm卡賓槍在國家槍械目錄（平民可以擁有的槍械名單，需要得到意大利內政部所批准）之中被列為伯奈利MR1。在美國由美國貝瑞塔出售的樣品是在马里兰州阿科基克村通過將由意大利製造的進口零部件組裝的方式生產。

## 衍生型
直到2007年，貝瑞塔Rx4 Storm已經具有各種各樣可以使用的衍生型；可用的槍管長度分別是12.5英吋（317.5毫米）和16英吋（406.4毫米），與三個不同的槍托可供選擇：標準的獵用步槍型槍托，具有固定式槍托和手槍握把的運動型槍托，和具有手槍握把和5段式伸縮槍托的戰術型槍托。12.5英吋槍管前端具有螺紋，並於槍口設有一具可拆卸式制退器。
貝瑞塔Rx4 Storm具有一條裝在機匣頂部的MIL-STD-1913戰術導軌用作安裝日間／夜間光学瞄准镜、紅點鏡／反射式瞄準鏡、全息瞄準鏡、棱鏡式瞄準鏡、夜視鏡和／或熱成像儀的瞄準鏡基座。每種Storm系列槍械還可以選擇利用兩顆安裝螺絲以裝上前護木兩側的戰術導軌，而另一種選擇是從生產商購買連底部的三條戰術導軌架連接座。前護木底部的戰術導軌同樣需要利用兩顆安裝螺絲從戰術導軌的兩端螺絲孔才能裝上前護木兩側之下。
高壓火藥燃氣引導孔位於膛室附近的導氣箍，使導出的火藥燃氣保持高溫和高壓，以及保持清潔。
貝瑞塔Rx4 Storm具有九個槍背帶安裝位置，以便不同使用者選擇其適合的攜帶方式。Rx4 Storm不需要拆卸工具即可以不完全分解將其分為九個部件。其帶有的無彈後定裝置可使其發射彈匣內最後一發子彈後，槍機會自動後退並且保持開放狀態。貝瑞塔Rx4 Storm可選用手槍和步槍握把。其作為標準的戰鬥型鬼環式照門可以調節風偏和高度。

## 可用性
各國不同的槍械市場正供應著不同型號的貝瑞塔Rx4 Storm卡賓槍。槍口裝有可拆卸式制退器的12.5英吋（317.5毫米）衍生型，已主要打算用作警察巡邏用途卡賓槍。而在美國，它直到2007年12月以前仍未可對平民出售其任何型號。目前12.5英吋（317.5毫米）型號目前是由美國貝瑞塔只可用作“執法機關武器”出售，而且所有的全國槍械法（簡稱：NFA）的規則都適用於它，因為其過短的槍管長度而被歸類為“短槍管步槍”的槍械類別（任何步槍的槍管長度短於16英吋的步槍會被歸類為在國家輕武器管制法的第二類槍械），需要遞交一張美國菸酒槍炮及爆裂物管理局第4號表格申請、支付﹩200.00的聯邦稅款並接受細緻徹底的背景審查後才可以擁有，而在某些地區（州份）甚至禁止擁有，這大大限制了其美國民用市場方面的可用性。規定嚴格的國家輕武器管制法由於在羅伯特·F·肯尼迪和馬丁·路德·金遭暗殺之後所施行的1968年槍支管制法（簡稱：GCA／GCA68）而更加嚴格，後者禁止任何並不特別適合或容易適應運動用途的槍械類別。

## 流行文化
貝瑞塔Rx4 Storm半自動步槍在部份作品當中奇怪地會全自動化，因而變成突擊步枪。

### 电子游戏
- 2007年—：半／全自動射擊，可選擇裝上紅點瞄準鏡、ACOG光學瞄準鏡（PC版本中僅有后者）、垂直前握把、消聲器和HK AG36、FN EGLM兩種榴彈發射器（PC版本中僅有后者）。
- 2007年—《穿越火线》：作為全自動武器登場，有著較高的射速和上滑的彈道散佈。
- 2008年—《AVA Online》：命名為「RX4-Storm」，為無須改裝的消音步槍。

### 漫畫
- 2002年—《神槍少女》：由“五共和國派”恐怖份子所使用。

## 外部連結
- （英文）—Modern Firearms—Benelli MR1 / Beretta RX4 Storm rifle （页面存档备份，存于）
- （英文）—貝瑞塔網站—Rx4 Storm （页面存档备份，存于）
- （英文）—The Firearm Blog.com—A Look Inside Movie Armament’s Vault （页面存档备份，存于）
- （简体中文）—D Boy Gun World（槍炮世界）—Rx4 Storm步枪 （页面存档备份，存于）
- （简体中文）—《轻兵器》—伯莱塔新风暴 （页面存档备份，存于）